# Байрин – Лівий стяг
43°58′38″ пн. ш. 119°22′59″ сх. д. / 43.97733° пн. ш. 119.38316° сх. д.
Байрин – Лівий стяг (кит. 巴林左旗, пін. Bālín Zuŏqí) — один із повітів КНР у складі префектури Чифен, Внутрішня Монголія. Адміністративний центр — містечко Ліньдун.

## Географія
Байрин – Лівий стяг лежить на висоті близько 500 метрів над рівнем моря на північ від річки Шар-Морон (басейн Ляохе).

### Клімат
Хошун знаходиться у зоні, котра характеризується вологим континентальним кліматом з теплим літом. Найтепліший місяць — липень із середньою температурою 22,8 °C. Найхолодніший місяць — січень, із середньою температурою -13,1 °С.
| Клімат хошуну Байрин – Лівий стяг | Клімат хошуну Байрин – Лівий стяг | Клімат хошуну Байрин – Лівий стяг | Клімат хошуну Байрин – Лівий стяг | Клімат хошуну Байрин – Лівий стяг | Клімат хошуну Байрин – Лівий стяг | Клімат хошуну Байрин – Лівий стяг | Клімат хошуну Байрин – Лівий стяг | Клімат хошуну Байрин – Лівий стяг | Клімат хошуну Байрин – Лівий стяг | Клімат хошуну Байрин – Лівий стяг | Клімат хошуну Байрин – Лівий стяг | Клімат хошуну Байрин – Лівий стяг | Клімат хошуну Байрин – Лівий стяг |
| Показник                          | Січ.                              | Лют.                              | Бер.                              | Квіт.                             | Трав.                             | Черв.                             | Лип.                              | Серп.                             | Вер.                              | Жовт.                             | Лист.                             | Груд.                             | Рік                               |
| Середній максимум, °C             | −6,1                              | −1,7                              | 5,4                               | 15,7                              | 22,9                              | 27                                | 28,5                              | 27,6                              | 22,5                              | 14,4                              | 3,1                               | −4,2                              | 12,9                              |
| Середня температура, °C           | −13,1                             | −9,2                              | −1,9                              | 8,1                               | 15,8                              | 20,6                              | 22,8                              | 21                                | 14,7                              | 6,7                               | −4                                | −10,8                             | 5,9                               |
| Середній мінімум, °C              | −18,9                             | −15,9                             | −9,2                              | 0,2                               | 7,7                               | 13,6                              | 17                                | 14,7                              | 7,2                               | −0,3                              | −9,8                              | −16,4                             | −0,8                              |
| Норма опадів, мм                  | 1.1                               | 1.5                               | 4.6                               | 10.7                              | 24.1                              | 77.2                              | 118.1                             | 84.5                              | 31.2                              | 11.6                              | 4.3                               | 0.9                               | 369.8                             |
| Вологість повітря, %              | 47                                | 42                                | 39                                | 35                                | 38                                | 56                                | 68                                | 69                                | 59                                | 48                                | 49                                | 49                                | 49.9                              |
| --------------------------------- | --------------------------------- | --------------------------------- | --------------------------------- | --------------------------------- | --------------------------------- | --------------------------------- | --------------------------------- | --------------------------------- | --------------------------------- | --------------------------------- | --------------------------------- | --------------------------------- | --------------------------------- |
| Джерело: data.cma.cn              |                                   |                                   |                                   |                                   |                                   |                                   |                                   |                                   |                                   |                                   |                                   |                                   |                                   |